# 堀部圭亮
堀部 圭亮（ほりべ けいすけ、1966年〈昭和41年〉3月25日 - ）は、日本の俳優、タレント、放送作家。東京都台東区出身。放送作家としては竜泉（りゅうせん）のペンネームを使う。鈍牛倶楽部所属。

## 来歴・人物
松田優作に憧れ、俳優になるために高校を中退した。1986年、お笑いコンビ「パワーズ」で中学校の同級生だった須間一弥の2代目パートナーとしてデビュー。当時の芸名は火野 玉男（ひの たまお）。相方の須間と共に茶々隊（CHA-CHAの前身）のオーディションを受け合格し、『欽きらリン530!!』（日本テレビ系列）に出演。
1991年に脱退後は本名で活動を開始し、翌1992年に元CHA-CHAのメンバー、勝俣州和と「K2」を結成。『笑っていいとも!』『風まかせ 新・諸国漫遊記』（フジテレビ系）などのバラエティ番組に出演していた。
1996年にはSABU監督の映画『弾丸ランナー』に出演。以降映画作品への出演が増え始める。
『人気者でいこう!』（1997年 - 2001年、朝日放送・テレビ朝日系）では、進行役の覆面男などさまざまなキャラクターを演じ、2007年12月まで放送作家兼準レギュラー扱いで出演していた『ダウンタウンのガキの使いやあらへんで!!』（日本テレビ系）の「七変化」では、シュールな役作りに挑んだ。
『ウッチャンナンチャンのウリナリ!!』（出演時期1996年 - 2001年）（日本テレビ系）ではドーバー海峡横断部のメンバーとなり、アンカーとしてフランスにゴールし、リレー水泳による横断を達成。
『弾丸!ヒーローズ』（2001年 - 2002年）（朝日放送・テレビ朝日系）に出演後、役者と放送作家としての活動を中心にし、数々の映画やドラマに出演。バラエティ番組に関しては『タモリ倶楽部』（テレビ朝日系）に時折出演をしていた。
2008年、ロカルノ国際映画祭短編オフィシャルコンペティション部門にて主演短編「BABIN」（平林勇監督）が審査員特別賞および学生審査員賞受賞。
2009年、初監督作品『悪夢のエレベーター』公開。
2010年、第60回ベルリン国際映画祭短編オフィシャルコンペティション部門に主演短編「aramaki」（平林勇監督）がノミネートされる。

## エピソード
- 幼少期の知能指数テストがIQ180だった[5]。
- 2012年の大河ドラマ『平清盛』では初めて大河ドラマのレギュラー出演を果たす。なお、『NHK大河ドラマ・ストーリー』第1刷では大河初出演と書かれていたが、これは誤り（『新選組!』に出演していたため）。
- 2021年度後期の連続テレビ小説『カムカムエヴリバディ』では、親子二代にわたる二役を演じている。一つ目の役は、岡山にある荒物屋店主・赤螺吉兵衛役。もう一つは吉兵衛の息子で、京都に店を構える荒物屋店主の赤螺吉右衛門役[注 1]。

## 出演

### テレビドラマ
- 奇妙な出来事「待合室」（1990年1月8日、フジテレビ） - 佐々木 役（火野玉男 名義）
- 世にも奇妙な物語「髪」（1992年9月10日、フジテレビ） - ケンジ 役
- SABU 〜さぶ〜（2002年5月14日、名古屋テレビ） - 女衒の六 役
- 私立探偵 濱マイク 第4話（2002年7月、読売テレビ）
- 東京ラブ・シネマ （2003年、フジテレビ） - 鶴見 役
- 大河ドラマ（NHK総合）
  - 新選組!（2004年） - 秋月悌次郎 役
  - 平清盛（2012年） - 藤原忠通 役
  - 花燃ゆ（2015年） - 間部詮勝 役
- 汚れた舌（2005年4月 - 6月、TBS） - 大川広次 役
- 月曜ミステリー劇場 / 横山秀夫サスペンス・モノクロームの反転 （2005年6月13日、TBS） - 持田栄治 役
- 怨み屋本舗 第9話 （2006年9月8日、テレビ東京） - 長谷矢透 役
- 帰ってきた時効警察 第2話（2007年4月20日、テレビ朝日） - ノブユキ 役
- 相棒 season6 第1話「複眼の法廷」（2007年10月24日、テレビ朝日） - 新宿南警察署組織犯罪対策課 刑事・辰巳隆一郎 役
- 風の果て（2007年10月 - 12月、NHK総合） - 羽田屋万年 役
- ハリ系（2007年10月 - 12月、日本テレビ） - マスター 役
- エジソンの母（2008年1月 - 3月、TBS） - 草加雄二 役
- 月曜ゴールデン / 追跡〜失踪人捜査官・石森新次郎（2008年1月28日、TBS） - 賢作 役
- あしたの、喜多善男〜世界一不運な男の、奇跡の11日間〜 （2008年1月 - 3月、関西テレビ） - 丸山の手下 役
- バッテリー（2008年4月 - 6月、NHK） - 原田広 役
- 7人の女弁護士 第2シーズン最終話（2008年6月19日、テレビ朝日） - 立浪勉 役
- 監査法人 （2008年6月 - 7月、NHK名古屋） - 森本検事 役
- 誰も守れない（2009年1月24日、フジテレビ）
- DOOR TO DOOR（2009年3月29日、TBS） - 川嶋悦郎 役
- リミット -刑事の現場2-（2009年7月11日 - 8月8日、NHK名古屋） - 県警一課長 役
- こちら葛飾区亀有公園前派出所 第4話（2009年、TBS） - 政 役
- 借王〈シャッキング〉-銭の達人-（2009年10月10日 - 11月28日、WOWOW） - 上条真人 役
- 外事警察（2009年11月 - 12月、NHK） - 住本栄司 役
- 土曜プレミアム / 神戸新聞の7日間 〜命と向き合った被災記者たちの闘い〜（2010年1月16日、フジテレビ） - 渡辺昭義 役
- ブラッディ・マンデイ Season2（2010年1月 - 3月、TBS） - 赤石一彦 役
- チーム・バチスタ2 ジェネラル・ルージュの凱旋 （2010年4月 - 6月、関西テレビ） - 佐々木英二 役
- まっつぐ〜鎌倉河岸捕物控〜（2010年4月17日、NHK）
- アザミ嬢のララバイ 第7話「金魚のローレンス」（2010年6月2日、毎日放送） - ローレンス 役
- ハンマーセッション!（2010年7月10日、TBS） - 立花功一 役
- 逃亡弁護士 第4話（2010年7月27日、関西テレビ） - 星野久光 役
- チャンス（2010年8月28日- 10月2日、NHK） - 木暮淳 役
- 宇宙犬作戦（2010年9月10日、テレビ東京） - ポッシュ 役
- ドラマSP 「ザ・ミュージックショウ」（2011年1月2日、日本テレビ） - 案内人 役
- 美しい隣人 （2011年3月15日、関西テレビ） - 岬 役
- 下町ロケット 第4話（2011年9月11日、WOWOW） - 本木孝 役
- 秘密諜報員 エリカ第4話（2011年11月24日、読売テレビ） - 長谷川明彦 役
- 特命係長 只野仁 ファイナル 第一夜（2012年1月6日、テレビ朝日） - 階見茂 役
- 水曜ミステリー9（テレビ東京）
  - 多摩南署たたき上げ刑事・近松丙吉9（2012年1月25日） - 奥島覚 役
  - 松本清張没後20年特別企画・留守宅の事件（2013年4月24日） - 「サクラ電動機」営業部販売促進課で東北地区の担当係長・栗山敏夫（野村宏伸）の親友・萩野光治 役
  - 邪魔〜主婦が堕ちた破滅の道（2015年9月2日） - 花村義明 役
- 家族八景 Nanase,Telepathy Girl's Ballad 第4話（2012年2月9日、毎日放送） - 河原寿郎 役
- 妄想捜査〜桑潟幸一准教授のスタイリッシュな生活 第4話（2012年2月12日、テレビ朝日） - 藤尾 役
- 13歳のハローワーク 第7話（2012年2月24日、テレビ朝日） - 味沢一哉 役
- 鍵のかかった部屋 第1話（2012年4月16日、フジテレビ） - 日下部雅友 役
- 罪と罰 A Falsified Romance（2012年4月29日 - 6月3日、WOWOW） - 飴屋菊夫 役
- スプラウト（2012年7月7日 - 9月29日、日本テレビ） - 池之内剛 役
- サマーレスキュー〜天空の診療所〜 第4話（2012年8月5日、TBS） - 神田祥平役
- トッカン -特別国税徴収官-第6話（2012年8月22日、日本テレビ） - 幾嶋ツトム 役
- 遺留捜査 第2シリーズ第7話（2012年8月30日、テレビ朝日） - 寺崎慎也 役
- 走馬灯株式会社 第8話（2012年9月3日、TBS） - 笠木修道 役
- だましゑ歌麿II（2012年9月15日、テレビ朝日）
- ダブルフェイス 潜入捜査編（2012年10月15日、TBS） - 岡崎 役
  - ダブルフェイス 偽装警察編（2012年10月27日、WOWOW）
- 赤川次郎原作 毒〈ポイズン〉第3話 - 第4話（2012年10月18日、読売テレビ） - 原田義人 役
- 宮部みゆきミステリー パーフェクト・ブルー第8話（2012年11月26日、TBS） - 麻生保 役
- 天の方舟（2012年12月9日 - 2013年1月、WOWOW） - 岩下久司 役
- カウンターのふたり シーズン2第16話（2013年2月15日、TwellV） - 加賀田敏久 役
- 妻は、くノ一（2013年4月 - 5月、NHK） - 西海屋千右衛門 役
  - 妻は、くノ一 〜最終章〜（2014年5月 - 6月）
- ダブルス〜二人の刑事（2013年4月 - 6月、テレビ朝日） - 田崎学 役
- めしばな刑事タチバナ第4話（2013年5月1日、テレビ東京） - 山之辺善明 役
- ガリレオ 第2シーズン（2013年6月17日・24日、フジテレビ） - 真柴義之 役
- 七つの会議（2013年7月 - 8月、NHK） - 加瀬孝毅 役
- 東京バンドワゴン〜下町大家族物語（2013年11月23日、日本テレビ） - 木島真一 役
- 松本清張ドラマスペシャル・三億円事件（2014年1月18日、テレビ朝日） - 鮫島雄一 役
- 鼠、江戸を疾る 第6話（2014年2月27日、NHK） - 谷市之助 役
- 隠蔽捜査 第8話・第9話（2014年3月3日、TBS） - 内山昭之 役
- 緊急取調室 第7話・第8話（2014年2月27日・3月6日、テレビ朝日） - 嘉納肇 役
- ロング・グッドバイ（2014年4月 - 5月、NHK） - 高村医師 役
- 花咲舞が黙ってない 第6話（2014年5月21日、日本テレビ） - 大前貢 役
- TEAM -警視庁特別犯罪捜査本部- 第6話（2014年5月21日、テレビ朝日） - 中井則行役
- 土曜ワイド劇場「京都南署鑑識ファイル8」（2014年6月14日、テレビ朝日） - 江藤孝之刑事 役
- スペシャルドラマ「必殺仕事人2014」（2014年7月27日、朝日放送） - 源兵衛 役
- 連続テレビ小説（NHK）
  - 花子とアン（2014年上半期） - 有馬次郎 役[7]
  - カムカムエヴリバディ（2021年11月2日 - 2022年4月8日） - 赤螺吉兵衛、赤螺吉右衛門 役（一人二役）
  - 虎に翼（2024年） - 日和田 役[8]
- ゼロの真実〜監察医・松本真央〜 第6話（2014年8月21日、テレビ朝日） - 寺川辰則 役
- 東京にオリンピックを呼んだ男（2014年10月11日、フジテレビ） - カルロス江藤 役
- 信長協奏曲 第6話 - 第10話（2014年11月17日 - 12月15日、フジテレビ） - 足利義昭 役
- 赤と黒のゲキジョースペシャルドラマ / 上流階級〜富久丸百貨店外商部〜（2015年1月16日、フジテレビ） - 五十嵐健吾 役
- 贖罪の奏鳴曲（2015年1月 - 2月、WOWOW） - 額田順次 役
- ウロボロス〜この愛こそ、正義。 第2話 - 第5話（2015年1月23日、TBS） - 鷲尾啓 役
- DOCTORS3 最強の名医 第6話 - 第9話（2015年2月12日 - 3月5日、テレビ朝日） - 二宮敬次郎 役
- 土曜ワイド劇場特別企画「切り裂きジャックの告白〜刑事 犬養隼人〜」（2015年4月18日、テレビ朝日） - 鶴崎管理官 役
- 64（ロクヨン）（2015年4月 - 5月、NHK） - 井沢正則 役
- 天使と悪魔-未解決事件匿名交渉課- 第6話（2015年5月15日、テレビ朝日） - 神崎利治 役
- 恋愛あるある。「同棲恋愛あるある」（2015年6月24日、フジテレビ）
- 孤独のグルメ Season5 第6話（2015年11月7日、テレビ東京） - 八代圭祐 役
- 悪党たちは千里を走る（2016年1月20日 - 3月23日、TBS） - 渋井隆宏 役
- ヒガンバナ〜警視庁捜査七課〜 第8話（2016年3月2日、日本テレビ） - 池内秀雄 役
- ナイトヒーロー NAOTO 第3話（2016年4月30日、テレビ東京） - 飯倉 役
- 営業部長 吉良奈津子 第2話（2016年7月28日、フジテレビ） - 営業部部長 役
- ドラマスペシャル / 巨悪は眠らせない 特捜検事の逆襲（2016年10月5日、テレビ東京） - 前原賢三 役
- コールドケース 〜真実の扉〜 第5話（2016年11月19日、WOWOW） - 内藤貴一 役
- レンタル救世主 最終話（2016年12月11日、日本テレビ） - 金城医師 役
- ショカツの女 新宿西署 刑事課強行犯係13（2017年2月18日、テレビ朝日） - 黒岩宏 役
- スリル!〜赤の章・黒の章〜（2017年2月 - 3月、NHK） - 青野管理官 役
- 銭形警部 漆黒の犯罪ファイル 第3話（2017年2月19日、WOWOW）[9] - 森本亮一 役
- CRISIS_公安機動捜査隊特捜班 第1話（2017年4月11日、フジテレビ） - 星野司（警視庁捜査一課 管理官）役
- リバース 第1話 - 第4話（2017年4月 - 5月、TBS） - 相良成行 役
- 貴族探偵 第7話（2017年5月29日、フジテレビ） - 正津幸彦 役
- ドラマ特別企画 堂場瞬一サスペンス 検証捜査（2017年7月5日、テレビ東京） - 神奈川県警捜査一課長・中田誠司 役
- マジで航海してます。（2017年7月 - 8月、MBS・TBS） - 横山和也 役
- アキラとあきら（2017年7月 - 9月、WOWOW） - 階堂崇 役[10]
- 愛してたって、秘密はある。（2017年7月 - 9月、日本テレビ） - 奥森皓介 役
- 全力失踪 第3話（2017年9月17日、NHK BSプレミアム） - タカ 役
- 棟居刑事シリーズ10（2017年9月28日、テレビ朝日） - 品川雄治 役
- 名刺ゲーム（2017年12月2日 - 12月23日、WOWOW） - 峰田きよし 役
- 天才てれびくんYOU（2018年2月 - 2020年3月、NHK） - 立花勇（立花団長の父） 役
- 未解決の女 警視庁文書捜査官 第4話（2018年5月10日、テレビ朝日） - 藤田晃一 役
- Missデビル 人事の悪魔・椿眞子 最終話（2018年6月16日、日本テレビ） - 曽我部真紀人 役[11]
- 捜査会議はリビングで!（2018年7月 - 9月、NHK） - 柴村健司 役[12]
- ハゲタカ 第6話（2018年8月23日、テレビ朝日） - 加瀬彰一 役[13]
- ドクターY -外科医・加地秀樹- 笑う大教授選（2018年10月5日、テレビ朝日） - 熱海正人 役[14]
- 科捜研の女（2019年1月3日、テレビ朝日） - 黒部隆次 役[15]
- 絶対正義（2019年2月 - 3月、フジテレビ） - 高規啓介 役
- 警視庁・捜査一課長スペシャル3（2019年4月21日、テレビ朝日） - 佐東晃 役
- 執事 西園寺の名推理2 第5話（2019年5月24日、テレビ東京） - 沢渡昇一 役
- ミストレス〜女たちの秘密〜 第9話・最終話（2019年6月14日・21日、NHK総合） - 山下刑事 役
- 日曜プライム 深層捜査3（2019年9月8日、テレビ朝日） - 坂本渉 役
- 左ききのエレン（2019年10月21日 - 12月23日、毎日放送） - 古谷真治 役
- 今夜はコの字で（2020年1月7日 - 3月24日、BSテレ東） - 角倉誠 役
  - 今夜はコの字で Season2（2022年4月9日 - 6月26日）[16]
- 駐在刑事 Season2 第1話（2020年1月24日、テレビ東京） - 黒田洋一郎 役
- オペレーションZ〜日本破滅、待ったなし〜（2020年3月 - 4月、WOWOW） - 根来勲 役
- 黒い画集〜証言〜（2020年5月9日、NHK BSプレミアム） - 杉山孝三 役
- 無用庵隠居修行4（2020年9月22日、BS朝日） - 峰蔵 役
- 月曜プレミア8（テレビ東京）
  - ドンナビアンカ〜刑事 魚住久江〜（2020年10月5日） - 副島孝 役
  - 横山秀夫サスペンス「モノクロームの反転」（2020年11月9日） - 神林貢 役
- 共演NG（2020年10月26日 - 12月7日、テレビ東京） - 小松慎吾 役
- タリオ 復讐代行の2人 第4話（2020年10月30日、NHK）[17] - 平山一良 役
- 探偵☆星鴨（2021年4月27日〔26日深夜〕 - 6月29日〔28日深夜〕、日本テレビ） - 城豊也 役[18]
- 婚活探偵 第3話（2022年1月22日、BSテレ東） - 黛勢太郎 役[19]
- ミステリと言う勿れ 第10話（2022年3月14日、フジテレビ） - 浦部沢邦夫 役
- 家政夫のミタゾノ 第5シリーズ 第2話（2022年4月29日、テレビ朝日） - 三木三夫 役
- 嫌われ監察官 音無一六 season1 第6話・最終話（2022年6月10日・17日、テレビ東京） - 元木秀章 役[20]
- 連続ドラマW 雨に消えた向日葵（2022年7月24日 - 8月21日、WOWOW） - 比留間賢作 役[21]
- ボーイフレンド降臨! 第4話 - 最終話 (2022年11月5日 - 12月17日、テレビ朝日） - 漆畑清澄 役[22]
- 生理のおじさんとその娘（2023年3月24日、NHK総合） - 宮田恵太郎 役
- 育休刑事 第5話 - 最終話（2023年5月16日 - 6月20日、NHK総合・NHK BS4K） - 君塚浩二 役
- 転職の魔王様 第1話（2023年7月17日、関西テレビ・フジテレビ） - 竹原 役
- 連続ドラマW 事件（2023年8月13日 - 9月3日、WOWOW） - 上田喜平 役[23]
- 筋トレサラリーマン 中山筋太郎（2023年9月29日、読売テレビ・日本テレビ）[24] - 豊原 役
  - 筋トレサラリーマン 中山筋太郎 第2弾（2024年3月28日、読売テレビ・日本テレビ）[25]
  - 筋トレサラリーマン 中山筋太郎〜メリークリスマッスル編〜（2024年12月19日、読売テレビ・日本テレビ）[26]
- フェルマーの料理 第1・3・8話（2023年10月20日・11月3日・12月8日、TBS） - 武蔵魏一 役 [27]
- アイドル誕生 輝け昭和歌謡（2023年12月1日、NHK BSプレミアム4K / 2024年1月2日、NHK BS） - 手塚 役[28]
- 完全無罪（2024年7月7日 - 8月4日、WOWOW） - 瀬戸口規夫 役[29]
- 警視庁ゼロ係〜スカイフライヤーズ〜（2024年7月22日、テレビ東京） - 植松正也 役[30]
- ギークス〜警察署の変人たち〜 第6話（2024年8月15日、フジテレビ） - 西条真 役[31]
- 爆上戦隊ブンブンジャー 第26話 - 最終話（2024年8月25日 - 2025年2月9日、テレビ朝日） - 常槍鋭一郎 役[32]
- フォレスト（2025年1月12日 - 3月2日、朝日放送テレビ・テレビ朝日） - 葉山修 役[33]

### 配信ドラマ
- シークレットガールズ（2011年、フジテレビ無料動画サイト「見参楽（みさんが！）」） - 小林社長 役
- RETURN（2013年、UULA） - 闇象 役
- 会社は学校じゃねぇんだよ 5話（2018年5月19日、AbemaTV） - 虎屋 役
- 全裸監督2（2021年6月24日 全話配信、Netflix） - 2話、5話

### 映画
- とられてたまるか!?（1994年）
- 弾丸ランナー（1996年）
- ポストマン・ブルース（1997年）
- アンラッキーモンキー（1998年）
- 鮫肌男と桃尻女（1999年）
- 催眠（1999年）
- MONDAY（2000年）
- ナトゥ 踊る!ニンジャ伝説（2000年）
- PARTY7（2000年）
- DRIVE（2001年）
- 竜二Forever（2002年）
- 壬生義士伝（2003年）
- 茶の味（2003年）
- ハードラックヒーロー（2003年）
- is A.（2004年）
- いつか読書する日（2005年）
- 姑獲鳥の夏（2005年）
- ホールドアップダウン（2005年）
- ハチミツとクローバー（2006年）
- ユメ十夜 第三夜（2007年） - 夏目漱石 役
- 伝染歌（2007年）
- 魍魎の匣（2007年）
- ちーちゃんは悠久の向こう（2008年） - 久野武 役
- 陰日向に咲く（2008年）
- 幽霊vs宇宙人 ロックハンター伊右衛門（2008年）
- ザ・マジックアワー（2008年）
- 百万円と苦虫女（2008年）
- クライマーズ・ハイ（2008年）
- 赤んぼ少女（2008年）
- BABIN（2008年）
- 愛のむきだし（2008年）
- 東京残酷警察 tokyo gore police（2008年）
- インスタント沼（2009年）
- 童貞放浪記（2009年）
- のんちゃんのり弁（2009年）
- aramaki（2010年）
- SHORT HOPE（2010年）
- 武士道シックスティーン（2010年）
- Shikasha（2010年）
- 孤高のメス（2010年）
- ソフトボーイ（2010年）
- ちょんまげぷりん（2010年）
- KING GAME（2010年）
- THE LAST MESSAGE 海猿（2010年）
- 死刑台のエレベーター（2010年）
- SP THE MOTION PICTURE 野望篇（2010年）
- 裁判長!ここは懲役4年でどうすか（2010年）
- 酔いがさめたら、うちに帰ろう。（2010年）
- SP THE MOTION PICTURE 革命篇（2011年）
- KG カラテガール（2011年)
- 劇場版 神聖かまってちゃん ロックンロールは鳴り止まないっ（2011年）
- DOG×POLICE 純白の絆（2011年）
- アントキノイノチ（2011年） - 大沢稔 役
- ヒミズ（2012年）
- 道〜白磁の人〜（2012年） - 小宮 役
- スープ〜生まれ変わりの物語〜（2012年）
- 希望の国（2012年）
- リアル〜完全なる首長竜の日〜（2013年） - 米村 役
- RETURN ハードバージョン（2013年） - 闇象 役
- 恋につきもの (2014年)
- 罪の余白（2015年） - 西崎真 役 ※ 友情出演
- 殿、利息でござる!（2016年） - 橋本権右衛門 役
- 関ヶ原（2017年） - 八十島助左衛門 役[34]
- HiGH&LOW THE MOVIE 3 / FINAL MISSION（2017年）
- 闇金ドッグス6（2017年）
- 8年越しの花嫁 奇跡の実話（2017年） - 和田医師 役[35]
- ちょっとまて野球部!（2018年）
- 半世界（2019年） - 津山 役
- 凜-りん-（2019年） - 神主 役[36]
- 決算! 忠臣蔵（2019年） - 長次 役
- Fukushima 50（2020年3月6日公開） - 加納勝次(福島第一原発 第1班当直副長) 役
- 一度も撃ってません（2020年） - 鹿内雪広 役
- 近江商人、走る!（2022年12月30日） - 大津奉行 役[37]
- ダウンタウン・ユートピア（2023年11月3日） - 坂上勉 役[38][39]
- 首（2023年11月23日公開、東宝、KADOKAWA） - 宇喜多忠家 役
- 怪物の木こり（2023年12月1日） - 広瀬秀介 役[40]
- ゴールデンカムイ（2024年1月19日公開）（帝国陸軍第七師団大尉）和田光示 役
- 愛のゆくえ（2024年3月1日公開） - ホームレス 役[41]
- 私が俺の人生!?（2024年7月19日公開）[42]
- ナミビアの砂漠（2024年9月6日公開）[43]
- 1%er ワンパーセンター（2024年12月6日） - 木滑 役[44][45][46]
- 光る川（2025年3月22日公開） - 紙芝居屋 役[47]

### オリジナルビデオ
- 代償（2016年10月、hulu） - 茂手木一之 役

### 舞台
- 12人の優しい日本人、三谷幸喜・演出（2005年）
- ウィー・トーマス、長塚圭史・演出（2006年）
- 0号室の客〜帰ってきた男〜（2010年11月13日 - 12月5日、東京グローブ座 / 12月17日 - 20日、サンケイホールブリーゼ） - 滝川 役[48]
- HUG!〜ステレオサウンズ バンダラコンチャ サードアルバム公演（2012年）
- 兄帰る、永井愛・演出（2013年）
- 昔の日々、ハロルド・ピンター・作、デヴィッド・ルヴォー・演出（2014年6月6日 - 6月15日、日生劇場 / 6月19日 - 6月22日、梅田芸術劇場シアター・ドラマシティ）[49]
- ジャンヌ・ダルク、白井晃・演出（2014年10月7日 - 10月24日、赤坂ACTシアター / 11月15日 -11月18日、オリックス劇場 / 11月23日 - 24日 KAAT神奈川芸術劇場）
- ペール・ギュント、白井晃・演出（2015年7月11日 - 7月20日、KAAT神奈川芸術劇場 / 7月25 - 26日、兵庫県立芸術文化センター 阪急中ホール）
- 舞台「祝女〜shukujo〜」season 2（2015年10月 - 11月、草月ホール 他）
- 青山真治×古典プロジェクト「フェードル」（2015年12月4日 - 13日、東京芸術劇場シアターウエスト） - テゼー 役
- 人間風車、河原雅彦・演出（2017年9月28日–10月9日、東京芸術劇場 プレイハウス、10月13日、高知県民文化ホール オレンジホール、10月18日、福岡市民会館 大ホール、10月20日–22日、大阪・森ノ宮ピロティホール、10月25日、りゅーとぴあ新潟市民芸術文化会館 劇場、10月28日、長野・ホクト文化ホール 中ホール、11月2日、仙台・電力ホール）
- TERROR -テロ-、森新太郎・演出（2018年1月16日−28日、紀伊國屋サザンシアター TAKASHIMAYA 2月17・18日、* 兵庫県立芸術文化センター阪急中ホール）
- 華氏451度、* 白井晃・演出（2018年9月28日−10月14日、KAAT神奈川芸術劇場 ホール、10月27・28日、穂の国とよはし芸術劇場 主ホール、11月3・4日、兵庫県立芸術文化センター 阪急中ホール）
- 「ドライビング ・ミス・デイジー」森新太郎：演出 (2019年6月22日ｰ7月15日 紀伊國屋ホール、7月17日ｰ18日 仙台・電力ホール、7月23日 名古屋・日本特殊陶業市民会館)
- ブロードウェイ・ミュージカル「ウエスト・サイド・ストーリー season1」(2019年11月6日ｰ2020年1月13日 IHI ステージアラウンド 東京)デヴィット・セイント：演出
- 「チョコレート・ドーナツ」宮本亞門：演出 (2020年12月7日ｰ30日 PARCO劇場、2021年1月11日 長野・サントミューゼ 上田市交流文化芸術センター、1月17日 宮城・仙台銀行ホール イズミティ21、1月22日ｰ25日 大阪・梅田芸術劇場 シアター・ドラマシティ、1月29日ｰ31日 名古屋・東海市芸術劇場)
- リーディング公演「ポルノグラフィティ」桐山知也：演出 (2021年4月16日ｰ18日 KAAT 神奈川芸術劇場 中スタジオ)
- 「シラノ・ド・ベルジュラック」谷賢一：翻訳・演出 (2022年2月7日ｰ20日 東京芸術劇場 プレイハウス)
- 室温〜夜の音楽〜、ケラリーノ・サンドロヴィッチ・作、河原雅彦・演出（2022年6月25日 - 7月10日、世田谷パブリックシアター / 7月22日 - 24日、兵庫県立芸術文化センター 阪急 中ホール） - 海老沢十三 役[50][51]
- ブレイキング・ザ・コード、ヒュー・ホワイトモア：作、稲葉賀恵：演出（2023年4月1日 - 23日、シアタートラム） - ミック・ロス 役[52]
- 舞台「千と千尋の神隠しSpirited Away」宮崎駿：作、ジョン・ケアード：演出（2024年3月11日 - 30日、帝国劇場 / 4月7日 - 20日、御園座 / 4月27日 - 5月19日、博多座 / 4月30日 - 8月24日、ロンドン・コロシアム / 5月27日 - 6月7日、梅田芸術劇場 メインホール / 6月15日 - 20日、札幌文化芸術劇場 hitaru / 2025年7月14日 - 8月3日、上海文化広場） - 兄役 / 千尋の父 役[53][54][55]
- パルコ・プロデュース 2025「エドモン〜『シラノ・ド・ベルジュラック』を書いた男〜」アレクシス・ミシャリク：作、マキノノゾミ：演出（2025年4月7日 - 30日、PARCO劇場 / 5月9日・10日、東大阪市文化創造館 Dream House 大ホール / 5月17日・18日、福岡市民ホール 大ホール / 5月24日、豊田市民文化会館 大ホール）[56]
- 狂人なおもて往生をとぐ 〜昔、僕達は愛した〜 作：清水邦夫、演出：稲葉賀正（2025年10月11日 - 18日〈予定〉、IMM THEATER） - 善一郎 役[57]

### 吹き替え
- マーヴェリック - ベルボーイ 役 ※金曜ロードショー版

### バラエティ
- 欽きらリン530!!（パワーズとして出演）
- ものまね王座決定戦（同上）
- 夕やけニャンニャン（同上）
- 桃色学園都市宣言!!（同上）（火曜日・合羽坂学園、1987年10月 - 1988年3月）（フジテレビ）
- お笑いマンガ道場（火野玉男として出演）
- 欽ちゃんの気楽にリン（1988年）
- 欽ちゃんのどこまで笑うの?!（1988年）
- 森田一義アワー 笑っていいとも!（1992年 - 1994年） ※勝俣州和とK2として出演
- ウッチャンウリウリ!ナンチャンナリナリ!!
- ウッチャンナンチャンのウリナリ!!（1996年 - 2001年）
- 人気者でいこう!（1997年 - 2001年）[注 2]
- HAMADA COMPANY弾丸!ヒーローズ（2001年 - 2002年）
- ダウンタウンのごっつええ感じ
- ウンナンの気分は上々
- ウンナンのホントコ!
- ダウンタウンDX
- タモリ倶楽部
- チーム・ディズニー
- NHKスペシャル「MEGAQUAKE 巨大地震」（2010年3月7日、NHK） - ドラマ編

## 放送作家
- ダウンタウンのガキの使いやあらへんで!!（放送開始から2007年12月まで担当） - 「竜泉」名義
- とんねるずの生でダラダラいかせて!! - 「竜泉」名義
- ウッチャンナンチャンのやるならやらねば! - 「竜泉」名義
- HAMASHO - 「竜泉」名義
- 発明将軍ダウンタウン - 「竜泉」名義
- ハマラジャ - 「竜泉」名義
- 人気者でいこう! - 「竜泉」名義
- 電波少年的放送局 - 「竜泉」名義
- 明日があるさ（2時間SPドラマ・脚本） - 「堀部圭亮」名義
- ダウンタウンのバラエティ50年史 - 「堀部圭亮」名義
- NHKスペシャル「MEGAQUAKE 巨大地震」（2010年3月7日、NHK） - (ドラマ部分脚本)- 「竜泉」名義

## 監督
DVD
- やさぐれぱんだ 白盤・黒盤（2007年） - 兼脚本
- やさぐれぱんだ 金盤・銀盤・銅盤（2008年） - 兼脚本
- やさぐれぱんだ 笹盤・竹盤（2011年） - 兼脚本

映画
- 悪夢のエレベーター（2009年10月10日公開、日活） - 兼脚本